# گونی‌قشلاق
گونی‌قشلاق (به لاتین: Güney Qışlaq، تا ۱ مارس ۲۰۰۳ یوخاری رمشین Yuxarı Remeşin، به ارمنی: آنوشاوان Անուշավան) یک منطقه مسکونی در جمهوری آذربایجان است که در شهرستان شاهبوز واقع شده است. گونی‌قشلاق ۵۵۵ نفر جمعیت دارد.